# Orcuttia viscida
Orcuttia viscida är en gräsart som först beskrevs av Robert Francis Hoover, och fick sitt nu gällande namn av John Raymond Reeder. Orcuttia viscida ingår i släktet Orcuttia och familjen gräs. Inga underarter finns listade i Catalogue of Life.